# Abdul Baset Al-Sarout
Abdul Baset Al-Sarout, detto anche Abdelbasset Saroot (Homs, 2 gennaio 1992 – 8 giugno 2019), è stato un attivista e militare siriano, leader dei ribelli siriani a Homs e successivamente comandante del gruppo ribelle Shuhada al-Bayada. In precedenza aveva giocato a calcio come portiere nella squadra Al-Karamah e nelle nazionali giovanili siriane.

## Attività militare e politica
Era un sostenitore dei ribelli in Siria.
La rete dei media in lingua araba Al Jazeera lo descriveva come un'"icona nella rivolta siriana". Tutti e quattro i suoi fratelli furono uccisi dalle forze di sicurezza siriane. Suo zio, Mohe Edden Al-Sarout fu assassinato nel mese di novembre 2011 a Homs.
Egli riferì di aver baciato la testa insanguinata di un manifestante di 19 anni assassinato, mentre la folla cantava al ritmo di tamburo "Il sonno facile continueremo la lotta ... madri piangete per i giovani della Siria".
Inoltre, si pensa che Al-Sarout sia sopravvissuto ad almeno tre tentativi di assassinio.
Al-Sarout fu immortalato nel documentario di guerra del 2013 di Talal Derki, Il ritorno a Homs. Il film vinse il Grand Jury Prize  dell'edizione 2014 del Sundance Film Festival e lo Special Jury Recognition del 57º San Francisco International Film Festival.
Da novembre 2015 fino alla morte, Sarout fu un leader rispettato della rivoluzione siriana e comandante del gruppo ribelle Shuhada al-Bayada, che era venuto in conflitto con Jabhat al-Nusra, il ramo di Al-Qaeda in Siria dopo Al-Nusra, il quale attaccò poi Sarout e i suoi uomini.
È morto a soli 27 anni, l'8 giugno 2019, probabilmente in un ospedale turco, a causa delle ferite riportate nei giorni precedenti in un combattimento ad Hama contro l'esercito siriano.